# Wutha-Farnroda
Wutha-Farnroda est une commune allemande de l'arrondissement de Wartburg, Land de Thuringe.

## Géographie
Wutha-Farnroda se situe au pied des Hörselberg au sein de la forêt de Thuringe, sur la Hörsel et son affluent l'Erbstrom.
La commune de Wutha-Farnroda, née de la fusion en janvier 1987 des communes de Wutha et Farnroda, comprend les quartiers de Wutha-Farnroda, Schönau, Mosbach et Kahlenberg.
| Eisenach           |                | Hörselberg-Hainich |
| Wolfsburg-Unkeroda | Wutha-Farnroda |                    |
| Marksuhl           | Ruhla Seebach  | Waltershausen      |

Wutha-Farnroda se trouve sur la Bundesstraße 88 et la ligne de Halle à Bebra ainsi que le Rennsteig.

## Histoire
Farnroda est mentionné pour la première fois en 1260 pour le château-fort de Kahlenberg.
Wutha est mentionné pour la première fois en 1349 sous le nom de Wuathaha. Au début du XIXe siècle, Eichrodt, Wutha, Rehhof et Burbach forment une commune appelée Eichrodt. Entre Eichrodt et Fischbach, le lieutenant Friedrich von Hellwig et 55 hussards libèrent 4 000 Prussiens prisonniers des troupes napoléoniennes après la bataille d'Iéna.
Mosbach est mentionné pour la première fois en 1197.

## Personnalités liées à la commune
- Georges-Frédéric de Kirchberg (1683-1749), comte né à Famroda.
- Friedrich Mosengeil (1773-1839), sténographe
- Karl Friedrich Heusinger (1792-1883), médecin
- Adolf Bube (1802-1873), poète
- Franz Kleinsteuber (1886-1961), architecte
- Richard Stegmann (1889-1982), facteur de cuivres
- Georg Segler (1906-1978), ingénieur agronome

## Source de la traduction
- (de) Cet article est partiellement ou en totalité issu de l’article de Wikipédia en allemand intitulé « Wutha-Farnroda » (voir la liste des auteurs).